# James Butts
James Butts (né le 9 mai 1950 à Los Angeles) est un athlète américain spécialiste du triple saut.
Étudiant à l'Université de Californie à Los Angeles, il remporte le titre NCAA du titre saut en 1972. Sélectionné pour les Jeux olympiques de 1976, James Butts se classe deuxième de la finale, derrière le Soviétique Viktor Saneïev, en réalisant la marque de 17,18 m. Il remporte son unique titre de champion des États-Unis en 1978 (16,90 m), et décroche l'année suivante à San Juan la médaille de bronze des Jeux panaméricains.
Son record personnel au triple saut de 17,24 m est établi lors de la saison 1978.

## Palmarès
| Date | Compétition        | Lieu     | Résultat | Marque  |
| ---- | ------------------ | -------- | -------- | ------- |
| 1976 | Jeux olympiques    | Montréal | 2e       | 17,18 m |
| 1979 | Jeux panaméricains | San Juan | 3e       | 16,69 m |